# Maevia albozonata
Maevia albozonata là một loài nhện trong họ Salticidae.
Loài này thuộc chi Maevia. Maevia albozonata được Hasselt miêu tả năm 1882.